# Christine Haiden
Christine Haiden (* 2. März 1962 in Euratsfeld) ist eine österreichische Journalistin und Autorin. Sie war langjährige Chefredakteurin der Zeitschrift Welt der Frauen und ist Präsidentin des OÖ. Presseclubs.

## Herkunft und Ausbildung
Die gebürtige Niederösterreicherin wuchs als Ältestes von fünf Kindern als Tochter eines Schichtarbeiters auf. Ihre Mutter führte eine Nebenerwerbslandwirtschaft und sie musste als Älteste schon bald mithelfen. Nach der Matura in Amstetten studierte sie Jura in Linz, promovierte 1984 und absolvierte anschließend das Gerichtsjahr.

## Berufliches Wirken
Ab 1986 war Christine Haiden als Redakteurin und Verlagsassistentin bei der Zeitschrift Welt der Frauen und dem Verlag Welt der Frau tätig. 1992/1993 leitete sie die Öffentlichkeitsarbeit der oberösterreichischen Caritas. Von 1993 bis 2021 war sie Chefredakteurin der Frauenzeitschrift Welt der Frau.
Als Mitbegründerin des Frauennetzwerkes im OÖ. Presseclub war sie ab 2003 in dessen Vorstand, bevor sie 2007 zur Präsidentin gewählt wurde. Sie bekleidet weitere Vorstandsfunktionen im OÖ. Journalistenforum und beim Katholischen Presseverein und startet und unterstützt diverse Sozial- und Hilfsprojekte. 2007 war sie Mitglied der Jury bei der Verleihung des Europäischen Friedensrosenpreises.
Christine Haiden schreibt weiters Gastkommentare für die Oberösterreichische Nachrichten (Haiden am Donnerstag) und ist Autorin mehrerer Bücher. 

## Veröffentlichungen
- mit Petra Rainer (Fotografien): Vielleicht bin ich ja ein Wunder. Gespräche mit 100-Jährigen. Residenz-Verlag, St. Pölten 2006, ISBN 3-7017-3023-7.
- mit Regina Petrik-Schweifer: Eva Petrik. Mit der Kraft der Sehnsucht. Leben und Vermächtnis. Styria, Wien 2008, ISBN 3-222-13245-3.
- Maximilian Aichern. Bischof mit den Menschen. Trauner-Verlag, Linz 2005, ISBN 3-85487-847-8.
- Josef Pühringer. Was mir wichtig ist. Styria, Wien/Graz/Klagenfurt 2009, ISBN 978-3-222-13282-7.
- mit Petra Rainer: Trotzdem. Menschen mit besonderem Lebensmut. Residenz-Verlag, St. Pölten 2009, ISBN 978-3-7017-3149-7.
- mit Petra Rainer: Sonderpaare. Gespräche über das Leben zu zweit. Residenz-Verlag, St. Pölten 2011, ISBN 978-3-7017-3236-4.
Gekürzte und überarbeitete Version: Von Traumpaaren und Paarträumen. Residenz-Verlag, St. Pölten 2014.
- (als Hrsg.), Susanne Niemeyer (Text), Alexandra Grill (Fotografie): Alle Tage Mut. Verlag Welt der Frau, Linz 2012.
- mit Johannes Gutmann: Wer spinnt, gewinnt! Geschichten über Freude, Mut & Bauchgefühl. Styria, 2018.

## Ehrungen
- 2008 Managerin des Jahres
- 2013 Eduard-Ploier-Journalistenpreis